# 8331 Докінз
8331 До́кінз (8331 Dawkins) — астероїд головного поясу, відкритий 27 травня 1982 року.
Тіссеранів параметр відносно Юпітера — 3,599.